# 8410 Хіроакіоно
8410 Хіроакіоно (8410 Hiroakiohno) — астероїд головного поясу, відкритий 24 серпня 1996 року.
Тіссеранів параметр щодо Юпітера — 3,161.